# 宮沢章夫
宮沢 章夫（みやざわ あきお、1956年12月9日 - 2022年9月12日）は、日本の劇作家、演出家、作家。遊園地再生事業団主宰。早稲田大学文学学術院教授。

## 来歴
1956年、静岡県掛川市生まれ。多摩美術大学美術学部建築科中退。大学在学中、映像演出研究会で8ミリ映画の制作をする。大学を中退し、それからしばらく定職に就かなかったものの、24歳になってから執筆活動を開始した。吉田照美のてるてるワイドの構成作家を経て、1985年、大竹まこと、きたろう、斉木しげる、いとうせいこう、竹中直人、中村ゆうじらとパフォーマンスユニット「ラジカル・ガジベリビンバ・システム」を結成して活動した。1988年、放送関連の仕事などそれまでしていた仕事をすべて辞め、マダガスカルに数ヶ月滞在した。
帰国後の1990年、作品ごとに俳優を集めて演劇を上映する劇団「遊園地再生事業団」を設立し、主宰に就任。1992年に発表した「ヒネミ」で第37回岸田國士戯曲賞を受賞。小説「サーチエンジン・システムクラッシュ」は、第122回芥川賞、第13回三島由紀夫賞の候補にもなった。10年以上にわたって『一冊の本』に連載し続けた「横光利一「機械」論」をまとめた『時間のかかる読書―横光利一『機械』を巡る素晴らしきぐずぐず』で、2010年に第21回伊藤整文学賞を受賞。
2000年、京都造形芸術大学助教授となり、演劇活動を休止していたが､2003年に活動を再開した。2005年から2013年3月まで、早稲田大学文学学術院文化構想学部の客員教授を務めていた。
2014年8月からNHK Eテレで毎週金曜23時より放送の『ニッポン戦後サブカルチャー史』（全10回放送）に講師として出演。2015年4月から2019年3月までNHKラジオ第一 平日午前8時5分より放送の『すっぴん!』に月曜パーソナリティーとして出演。
2016年4月から、早稲田大学文学学術院文化構想学部教授。
2019年に暴力事件を起こしたことで停職処分を受け、第64回岸田國士戯曲賞の選考を辞退した。
2022年9月12日、うっ血性心不全のため死去。65歳没。

## 作・演出（演劇）
- 『遊園地再生』（1990年）
- 『ヒネミ』（1992年）
- 『ヒネミの商人』（1993年）
- 『砂の国の遠い声』（1994年）
- 『箱庭とピクニック計画』（1994年）
- 『ヒネミ（再演）』（1995年）
- 『知覚の庭』（1995年）
- 『砂の楽園』（1996年）
- 『蜜の流れる地　千の夜のヒネミ』（1996年）
- 『あの小説の中で集まろう』（1997年）
- 『ゴー・ゴー・ガーリー!』（1998年）
- 『14歳の国』（1998年）
- 『砂に沈む月』（1999年）
- 『トーキョー・ボディー』（2003年）
- 『トーキョー／不在／ハムレット』（2005年）
- 『ニュータウン入口』シアタートラム（2007年9月21日 - 30日）
- 『ジャパニーズ・スリーピング／世界でいちばん眠い場所』座・高円寺（2010年10月15日 - 24日）
- 『トータル・リビング 1986-2011』にしすがも創造舎（2011年10月14日 - 24日）
- シティボーイズミックス PRESENTS『西瓜割の棒、あなたたちの春に、桜の下ではじめる準備を』世田谷パブリックシアター（2013年4月2日 - 13日）
- 新作歌舞伎『疾風如白狗怒涛之花咲翁物語。』（2013年）
- 『夏の終わりの妹』あうるすぽっと（2013年9月13日 - 22日）
- 新作歌舞伎『竜宮物語』『桃太郎鬼ヶ島外伝』（2015年）
- 『子どもたちは未来のように笑う』こまばアゴラ劇場（2016年9月3日 - 25日）
- 『14歳の国』（2018年）

## 著作
戯曲
- 『ヒネミ』白水社、1993年
- 『14歳の国』白水社、1998年
- 『月の教室』白水社、2001年

小説
- 『彼岸からの言葉』角川書店、1990年 のち文庫、新潮文庫
- 『サーチエンジン・システムクラッシュ』文藝春秋、2000年 のち文庫
- 『不在』文藝春秋、2005年
- 『ボブ・ディラン・グレーテスト・ヒット第三集』新潮社、2011年

エッセイ
- 『牛への道』新潮社、1994年 のち文庫
- 『考える水、その他の石』同文書院、1995年 のち白水社
- 『スチャダラ2010年』白水社、1997年
- 『わからなくなってきました』新潮社、1997年 のち文庫
- 『茫然とする技術』筑摩書房、1999年 のち文庫
- 『百年目の青空』マガジンハウス、1999年 改題『よくわからないねじ』新潮文庫
- 『青空の方法』朝日新聞社、2001年 のち文庫
- 『牛乳の作法』筑摩書房、2002年 のち文庫
- 『『資本論』も読む』WAVE出版、2005年
- 『チェーホフの戦争』青土社、2005年 のちちくま文庫
- 『レンダリングタワー』アスキー、2006年 『アップルの人』新潮文庫
- 『演劇は道具だ』理論社・よりみちパン！セ、2006年 のちイースト・プレス
- 『東京大学「80年代地下文化論」講義』白夜書房、2006年。増補版・河出書房新社 2015年
- 『東京大学「ノイズ文化論」講義』白夜書房、2007年
- 『時間のかかる読書―横光利一『機械』を巡る素晴らしきぐずぐず』河出書房新社、2009年 のち文庫
- 『考えない人』新潮社、2010年 のち文庫
- 『素晴らしきテクの世界』筑摩書房、2012年
- 『長くなるのでまたにする。』幻冬舎、2015年
- 『きょうはそういう感じじゃない』河出書房新社、2023年

### 共著
- 『NHKニッポン戦後サブカルチャー史』NHK「ニッポン戦後サブカルチャー史」制作班共編著 NHK出版、2014年

### メディア出演等
- 林美雄 空白の3分16秒（TBSラジオ、・2013年12月27日 - ）
- すっぴん!（NHKラジオ、月曜担当・2015年3月30日 - ）